# Historia de un ídolo, vol. 1
Historia de un ídolo, vol. 1 é um álbum de grandes êxitos do artista musical mexicano Vicente Fernández, lançado em 21 de novembro de 2000 através da Sony Music Latin. Nos Estados Unidos, alcançou o topo da Billboard Latin Albums e foi certificado disco de ouro através da Recording Industry Association of America (RIAA). Com vendas estimadas em mais de 1.242 milhões de exemplares, foi reconhecido como um dos álbuns de música latina mais vendidos no país.

## Alinhamento de faixas
Créditos retirados do encarte do disco:
| N.º | Título                                         | Compositor(es)                     | Duração |  |
| 1.  | "Lástima que seas ajena"                       | Jorge Massias                      | 4:16    |  |
| 2.  | "La ley del monte"                             | José A. Espinoza                   | 3:24    |  |
| 3.  | "Aunque mal paguen ellas" (com Roberto Carlos) | Federico Méndez                    | 3:25    |  |
| 4.  | "El hijo del pueblo"                           | José Alfredo Jiménez               | 2:41    |  |
| 5.  | "Acá entre nos"                                | Martin Urieta                      | 3:13    |  |
| 6.  | "Ni en defensa propia"                         | Ramón Ortega Contreras             | 2:24    |  |
| 7.  | "Que de raro tiene"                            | Martin Urieta                      | 3:19    |  |
| 8.  | "Me voy a quitar de en medio"                  | Manuel Monterrosas                 | 2:44    |  |
| 9.  | "Hoy platiqué con mi gallo"                    | Federico Méndez                    | 3:37    |  |
| 10. | "Nos estorbó la ropa"                          | Teodoro Bello                      | 3:02    |  |
| 11. | "Palabra de rey"                               | Antonio Valdés Herrera             | 2:28    |  |
| 12. | "Las llaves de mi alma"                        | Vicente Fernández                  | 2:56    |  |
| 13. | "Por tu maldito amor"                          | Federico Méndez, Vicente Fernández | 3:56    |  |
| 14. | "Mi viejo"                                     | José Piero                         | 3:12    |  |
| 15. | "La diferencia"                                | Juan Gabriel                       | 2:50    |  |
| 16. | "Mujeres divinas"                              | Martin Urieta                      | 3:12    |  |
| 17. | "Hermoso cariño"                               | Fernando Maldonado                 | 2:34    |  |

## Desempenho comercial
| Tabela musical (2000-07)                 | Melhor posição |
| ---------------------------------------- | -------------- |
| Estados Unidos (Billboard 200)           | 81             |
| Estados Unidos (Latin Albums)            | 1              |
| Estados Unidos (Regional Mexican Albums) | 1              |

| País           | Provedor | Certificação |
| -------------- | -------- | ------------ |
| Estados Unidos | RIAA     | Ouro         |
| México         | AMPROFON | 2× Platina   |